# Corrèze
Corrèze (19; en occitano: Corresa) es un departamento francés situado en la parte central del país, perteneciente, desde el 1 de enero de 2016, a la nueva región de Nueva Aquitania (antes en la región de Lemosín). Su gentilicio en idioma francés es corréziens.

## Geografía
- Limita al norte con Alto Vienne y Creuse, al este con Puy de Dôme y Cantal, al sur con Lot, y al oeste con Dordoña
- Altitudes extremas: máxima 977 m (Puy Pendu y Mont Bessou), mínima 80 m (salida del río Vézère)
- Carretera más alta: ruta de acceso a la antena de televisión del Mont-Bessou (977 m).
- Mayores lagos: lago de Bort-les-Orgues (11 km², compartido con Cantal y Puy de Dôme), lac du Chastang (7,5 km²). Además están los lagos de Neuvic (4,5 km²), Marcillac-la-Croisille (2,3 km²), Viam (189 ha), Le-Sablier (106 ha), Les-Bariousses (99 ha).
- Principales ríos: Dordoña, Vézère, Corrèze, Cère, Maronne, Luzège, Diège, Chavanon. El río Vienne nace en este departamento.
- Gargantas del Dordoña, del Cère, y del Chavanon.

## Demografía
| 1801    | 1831    | 1841    | 1851    | 1856    | 1861    | 1866    |
| ------- | ------- | ------- | ------- | ------- | ------- | ------- |
| 243.654 | 294.834 | 306.480 | 320.864 | 314.982 | 310.118 | 310.843 |
| 1872    | 1876    | 1881    | 1886    | 1891    | 1896    | 1901    |
| 302.746 | 311.525 | 317.066 | 326.494 | 328.151 | 322.393 | 318.422 |
| 1906    | 1911    | 1921    | 1926    | 1931    | 1936    | 1946    |
| 317.430 | 309.673 | 273.808 | 269.289 | 264.129 | 262.743 | 254.574 |
| 1954    | 1962    | 1968    | 1975    | 1982    | 1990    | 1999    |
| 242.798 | 237.926 | 237.858 | 240.363 | 241.448 | 237.908 | 232.576 |

Notas a la tabla:
- En 1803 la comuna de Saint-Thomas fue segregada de Cantal y unida a la comuna de Bort-les-Orgues (Corrèze).
- En 1829 hubo una nueva modificación de los límites municipales entre Bort-les-Orgues (Corrèze) y Madic et Champs (Cantal).

Las mayores ciudades del departamento son (datos del censo de 1999):
- Brive-la-Gaillarde: 46.141 habitantes, 65.411 en la aglomeración, que incluye dos municipios de Dordoña.
- Tulle: 15.553 habitantes, 18.547 en la aglomeración.
- Ussel: 10.753habitantes. La aglomeración se compone de una sola comuna.